# 安加扎勒雕像
安加扎勒雕像（英語：ʿAin Ghazal statues）是一些大型的石灰泥和蘆葦雕像，發現於约旦的安加扎勒考古遺址，該雕像可以追溯到約9000年前（公元前7200年至公元前6250年之間），屬於前陶器時代C期。1983年和1985年，考古學家們在該遺址兩個地下儲藏室中，發現了總共15個雕像和15個胸像，這兩個儲藏室的設立年代相距約200年。
安加扎勒雕像視為是人類形象最早的大型代表之一，被認為是前陶器時代B或C期史前藝術中最出色的雕像古物之一。儘管該雕像的製造目的仍然不確定，考古學家們認為它們可能在製作後立即被埋葬，可能是有意為之。
安加扎勒雕像現在大量保存位於安曼的約旦博物館，部分雕像也在約旦考古博物館展出，而一些雕像被借給外國博物館保存。一個雕像現在在巴黎的羅浮宮展出；其他三個雕像可以在倫敦的大英博物馆看到；一個帶有兩個頭的雕像現在在阿布扎比的阿布達比羅浮宮展出。

## 描述

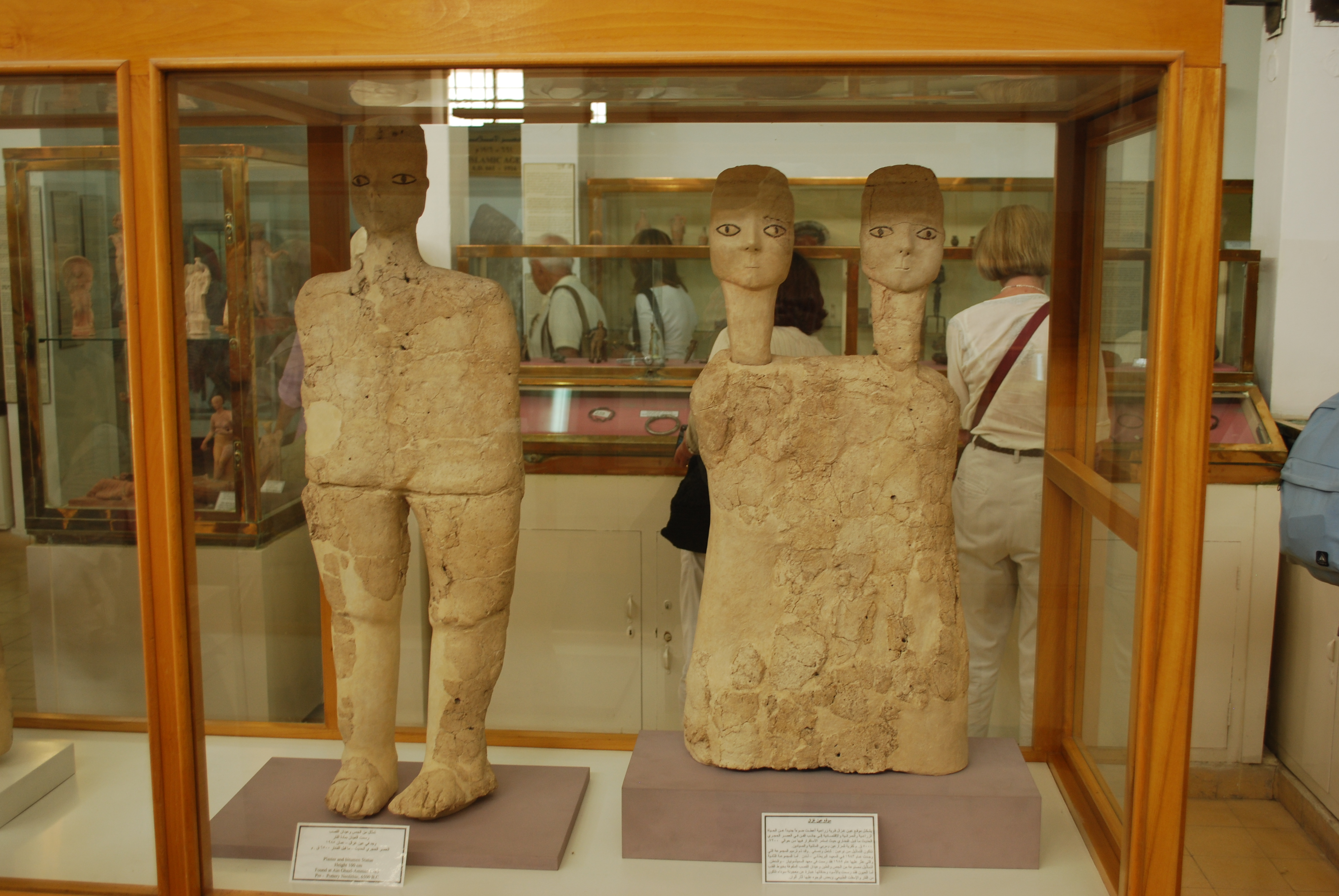
安曼城堡展示的雕像

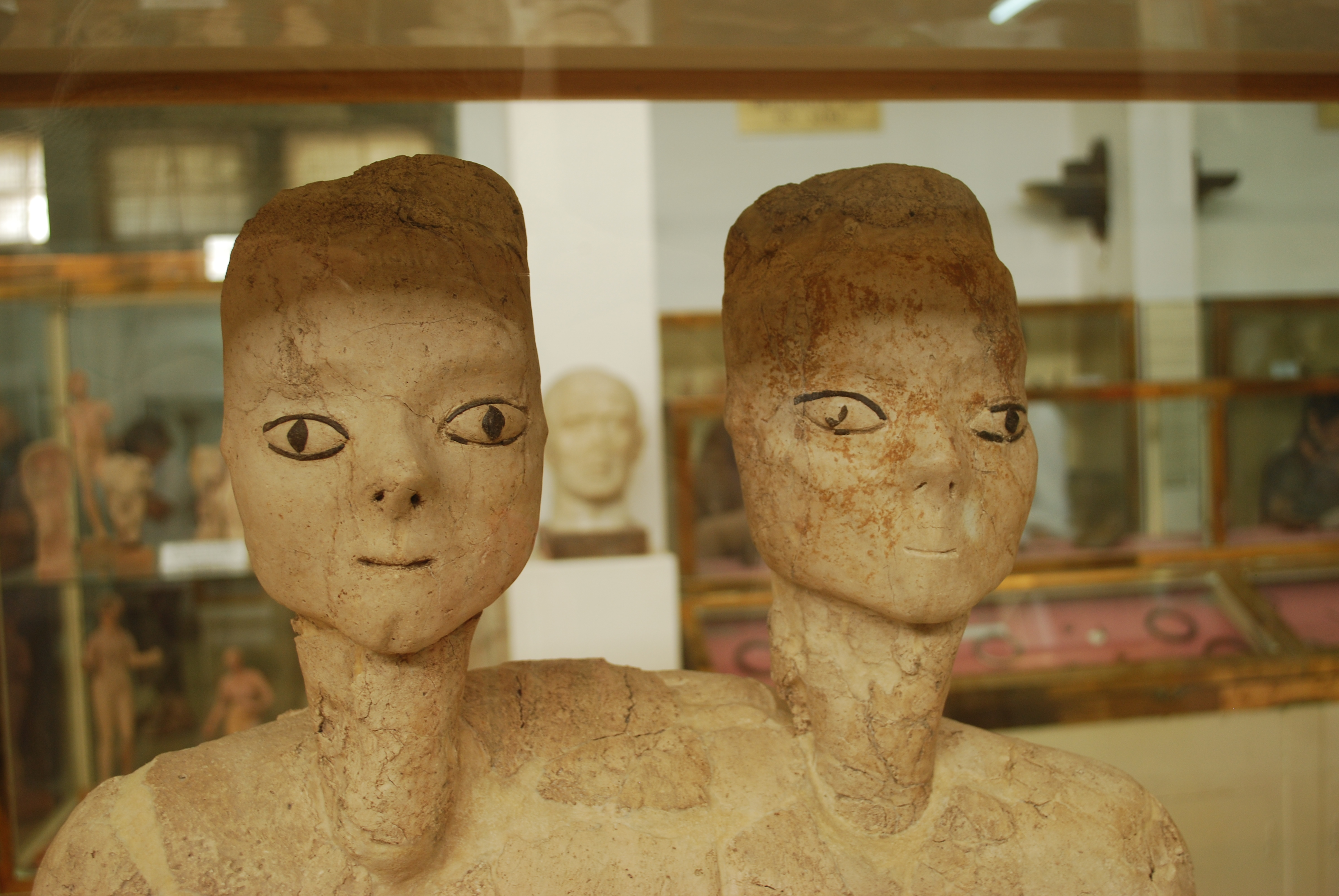
雙頭雕像的特寫

安加扎勒雕像被分為兩種類型：全身雕像和半身像。全身雕像是指整個人物的雕像，而半身像則是只展示人物上半身的雕像。有些半身像為雙頭構造，也就是在一個身體上展示兩個頭部。其中，頭部塑造被視為該雕像的重點之處，雕像的眼睛睜得相當巨大，這些雕像代表男人、女人和兒童，女性雕像的特徵是類似乳房和略微肥大的腹部，但沒有強調男性或女性的性特徵，也沒有雕像有任何的生殖器。唯一一個雕像雕刻有相當數量的細節是面部，其他部位則相對簡單，因此也使雕像的性別也難以辨認。
這些雕像是通過在蘆葦芯上，使用生長在扎卡河沿岸的植物，將濕潤的石灰石石膏建模而成。隨著千年的流逝，蘆葦逐漸腐爛，留下了內部為空的石膏殼。石灰石的石膏是通過將石灰石加熱到600到900°C（1,100到1,700°F）的溫度形成的；然後將氢氧化钙灰與水混合製成麵團隨後進行建模。當石膏乾燥和硬化時，將變成了一種防水材料。因此，雕像的頭部、軀乾和腿部，是由分別捆綁在一起的蘆葦束形成的，然後再組裝並覆蓋石膏。虹膜的輪廓使用瀝青勾勒出來，頭部在最初很有可能覆蓋了某種假髮。
尺寸方面，這些雕像比俑或塑像高，但並未達到人類大小，其中當前保存最高的雕像高度接近1公尺（3英尺）。然而雕像的比例並不平衡，大約厚度僅為10厘米（4英寸）。它們被設計成能夠立起來，最初可能被固定在封閉區域的地板上，只能從正面看到。.儘管雕像的製作方式不可能讓它們經歷長時間保存，而且由於它們被完好地埋葬，被推測它們從未被長期展示過，而是為有意識的埋葬目的，因而製作的。

## 發現

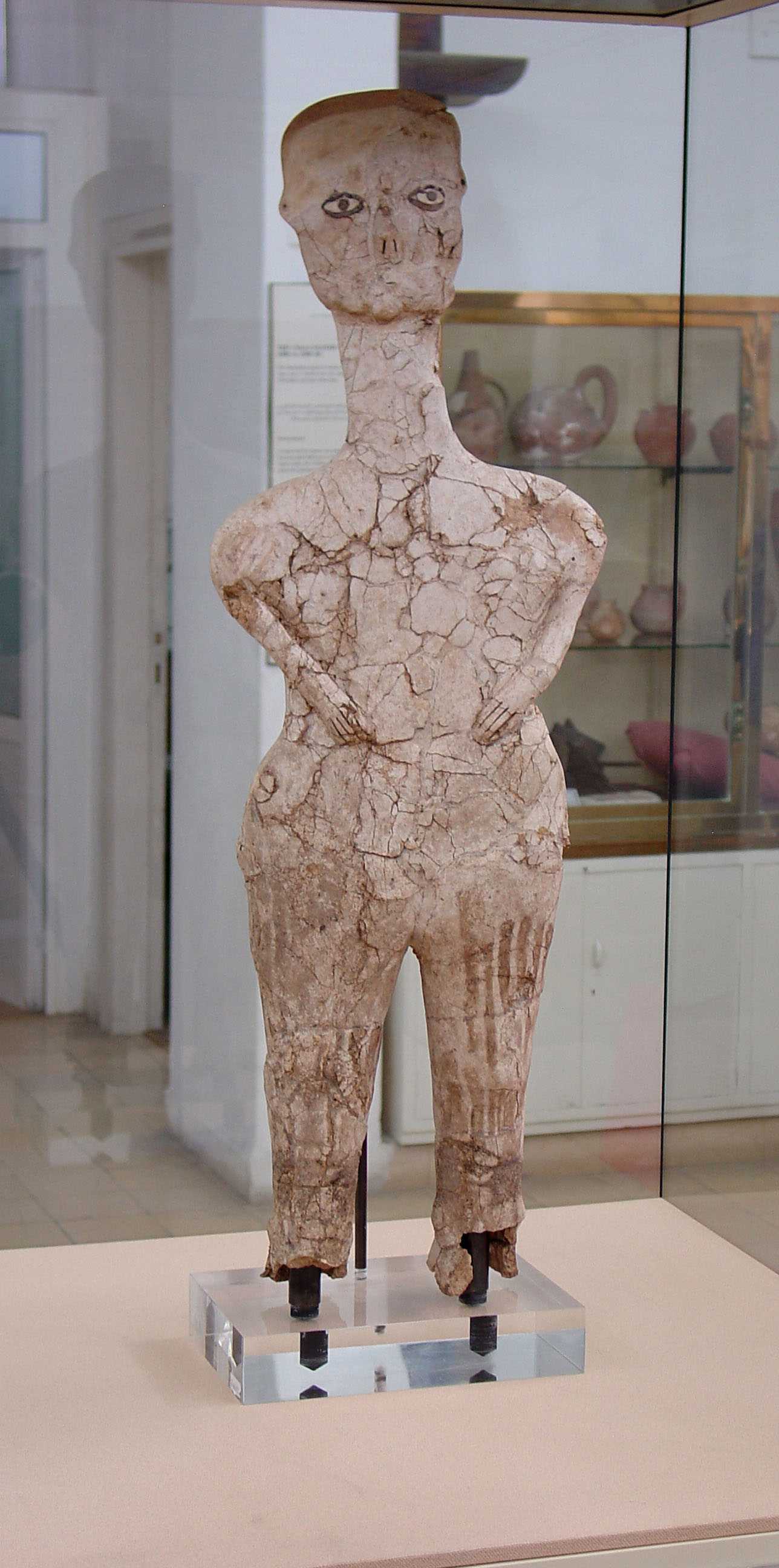
約旦考古博物館的安加扎勒雕像

安加扎勒遺址是在1974年由修建一條連接安曼和安曼城市的公路的建築商發現的。該地區的考古挖掘工作始於1982年。在經過調查，因而認定該遺址在公元前7250年至5000年期間有人居住過。當時正處於公元前7世紀上半葉的鼎盛時期，安加扎勒所在的地區共佔地10-15公頃（25-37英畝），大約有3000人居住於此。
1983年，考古學家在檢查推土機挖出遺跡的橫截面時，發現了地面下2.5公尺（8英尺）處的一個大坑邊緣包含有石膏雕像的遺跡。由蓋瑞·O·羅勒夫森領導的挖掘工作於1984年至19855年進行，第二批挖掘工作則由羅勒夫森和扎伊丹·卡法菲在1993-1996年期間負責。
在挖掘現場中，考古學家兩個不同的儲藏室中發現了總共15尊雕像和15個半身像，這兩個儲藏室的設立年代相隔近200年。雕像被小心翼翼地放置在被遺棄的房屋地板上挖掘的坑中，因此保存得非常完好。在杰里科和納哈爾·赫馬爾遺跡發現的類似雕像殘骸則只有碎片狀態。
隨後，發現雕像的坑洞被小心翼翼地挖掘出來，然後將雕像放置在一個填充聚氨酯泡沫以保護運輸的木盒中保存。在遺址上發現的第一組雕像隨後被送往英國皇家考古研究所，而第二組雕像則在幾年後被發現，送往紐約史密森尼学会進行修復工作。經過修復後，大部分雕像歸還到約旦，並在約旦博物館進行展示。
部分雕像借展在大英博物館。一尊雕像借展在巴黎的盧浮宮博物館，而一尊雙頭人形的雕像則在阿布扎比的盧浮宮博物館展出。

## 圖片

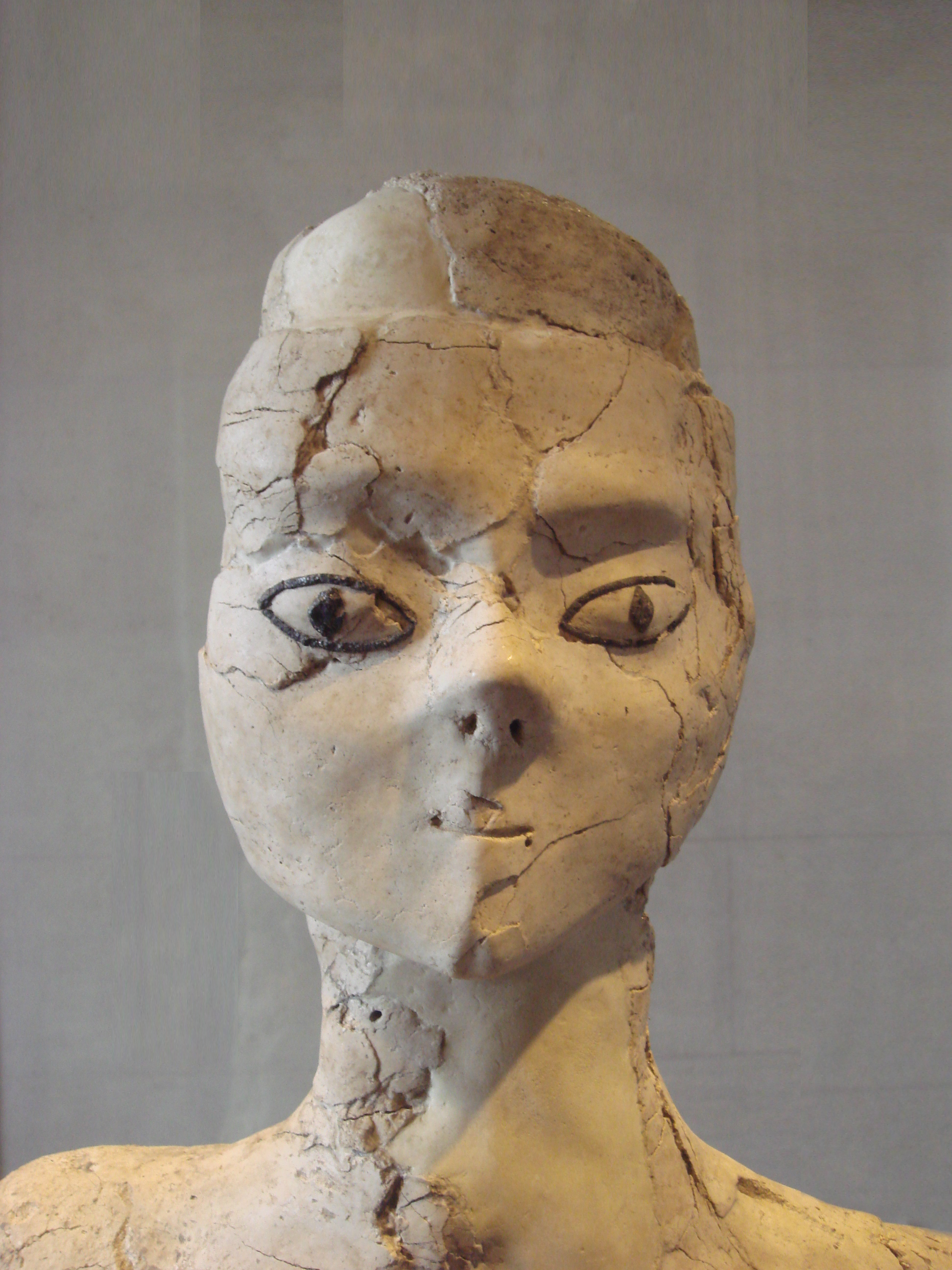
羅浮宮的安加扎勒雕像
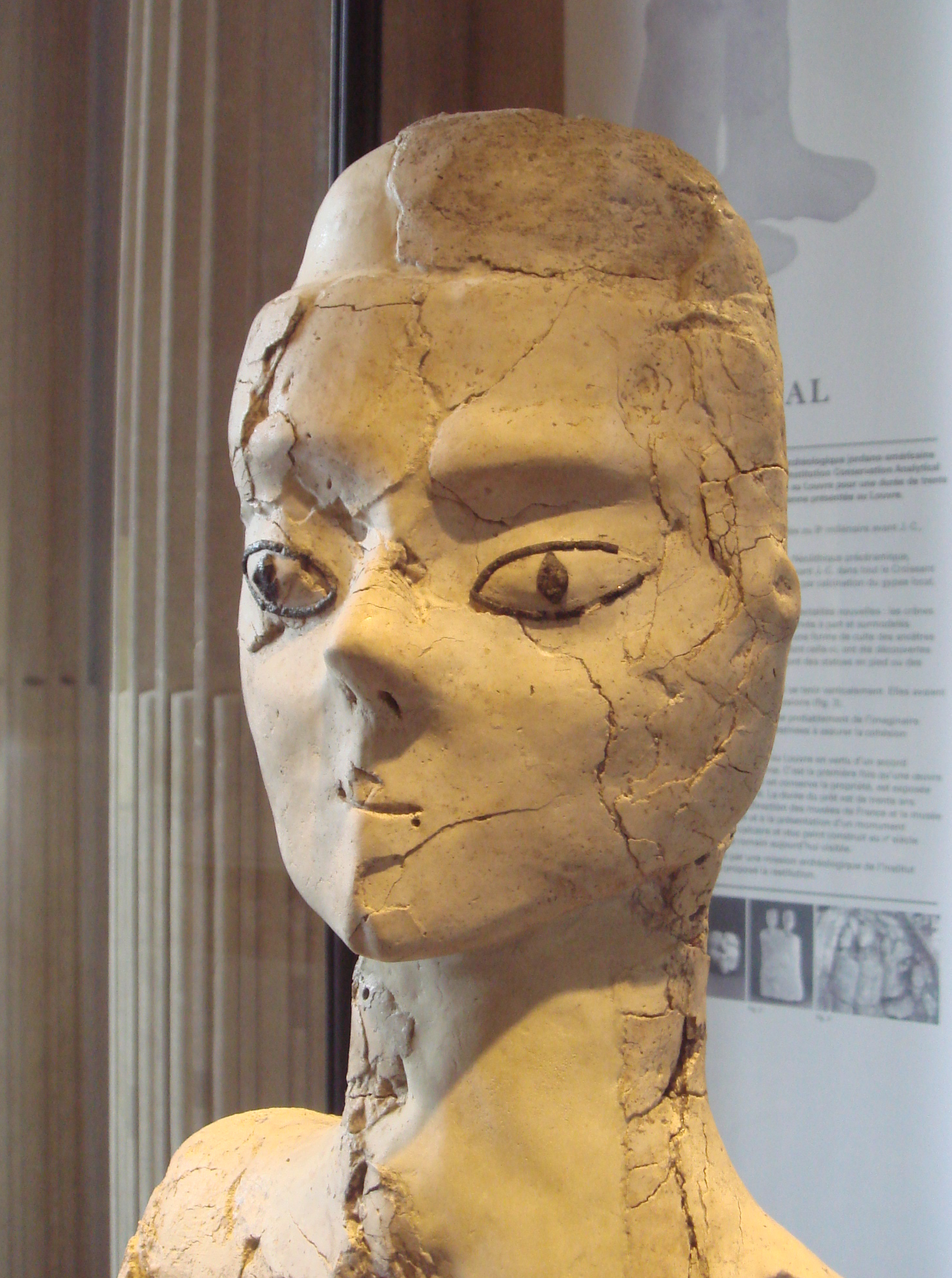
羅浮宮的安加扎勒雕像
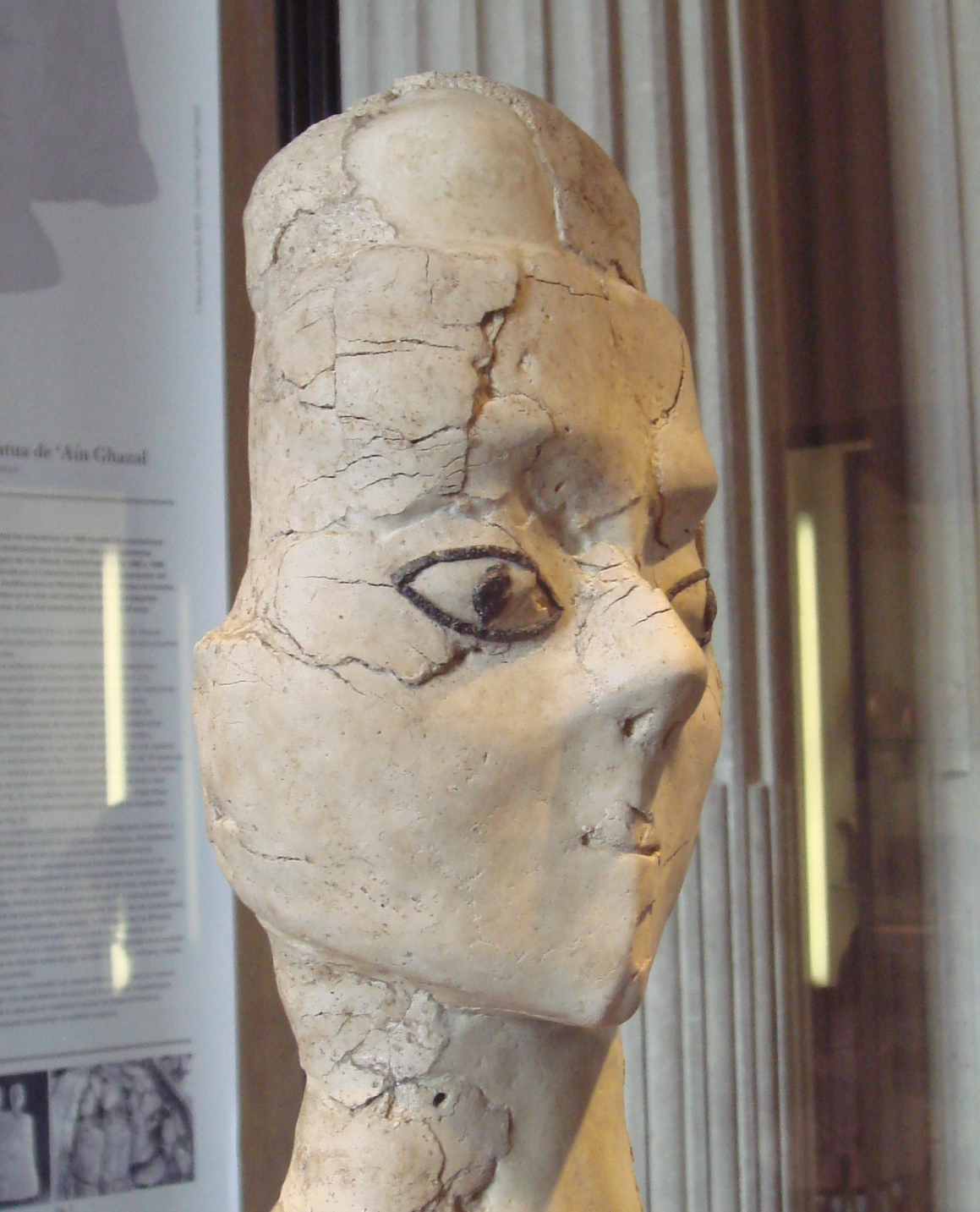
羅浮宮的安加扎勒雕像
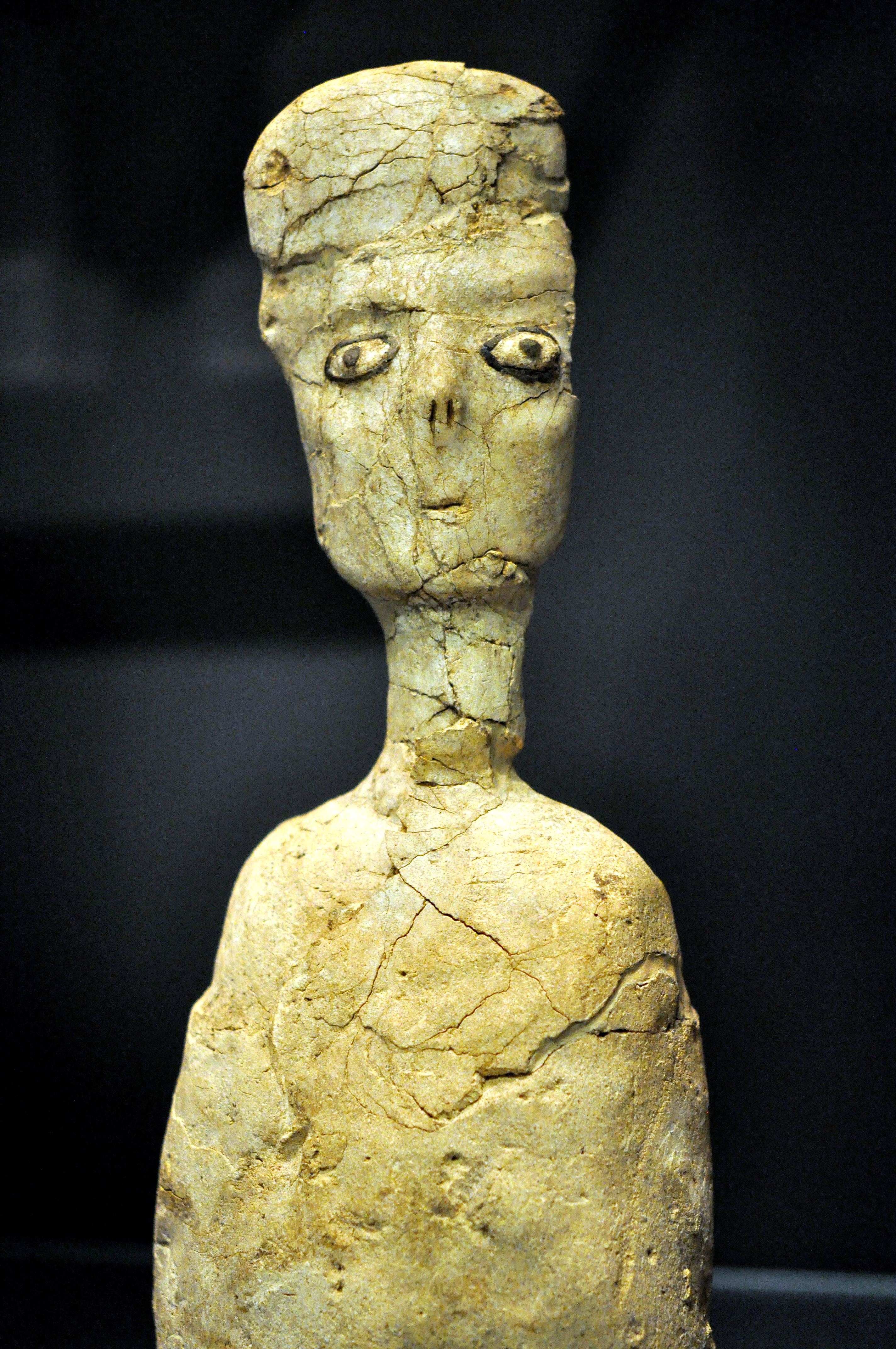
大英博物館的安加扎勒雕像，暱稱「彌迦」（Micah）
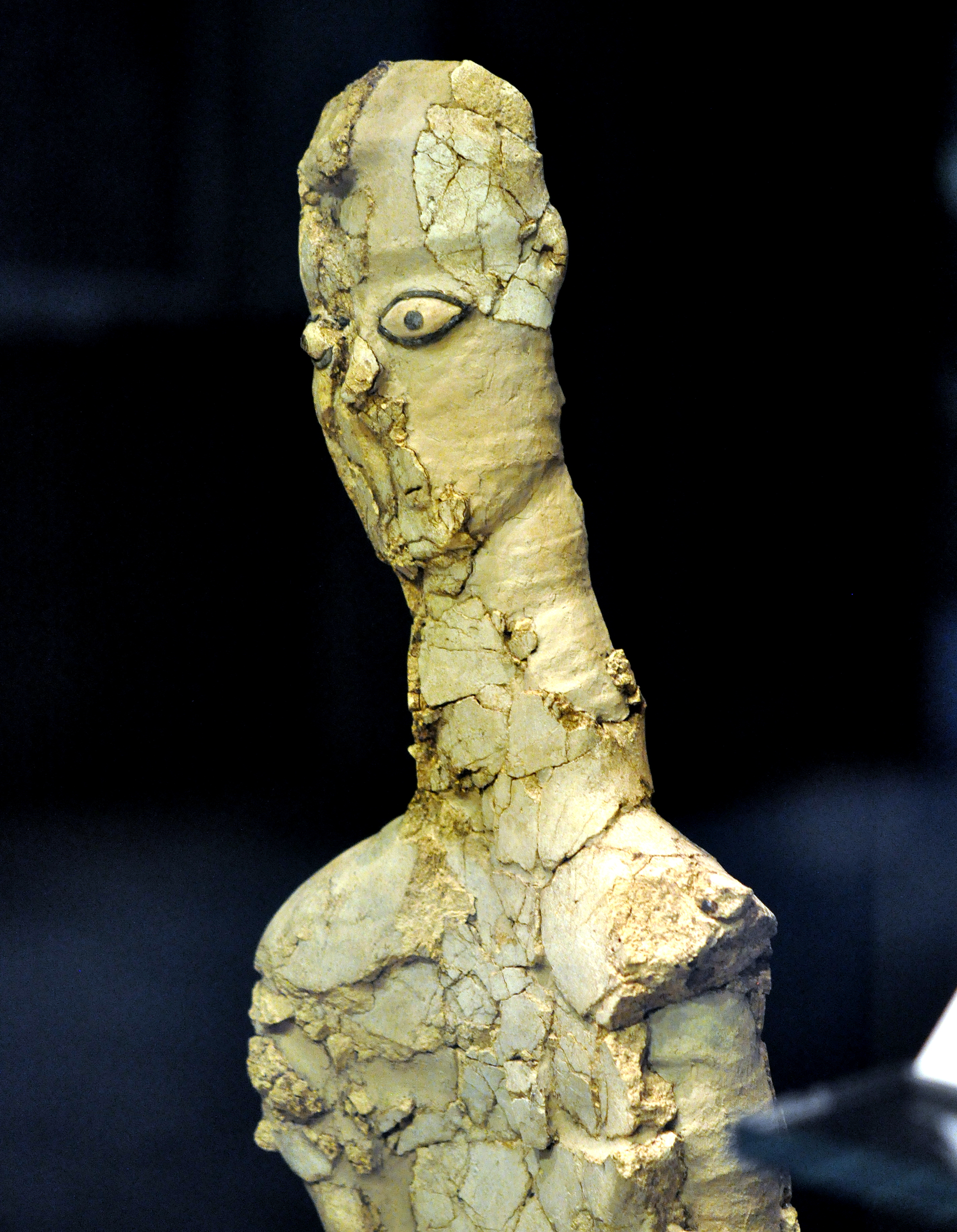
大英博物館的安加扎勒雕像，暱稱「諾亞」（Noah）
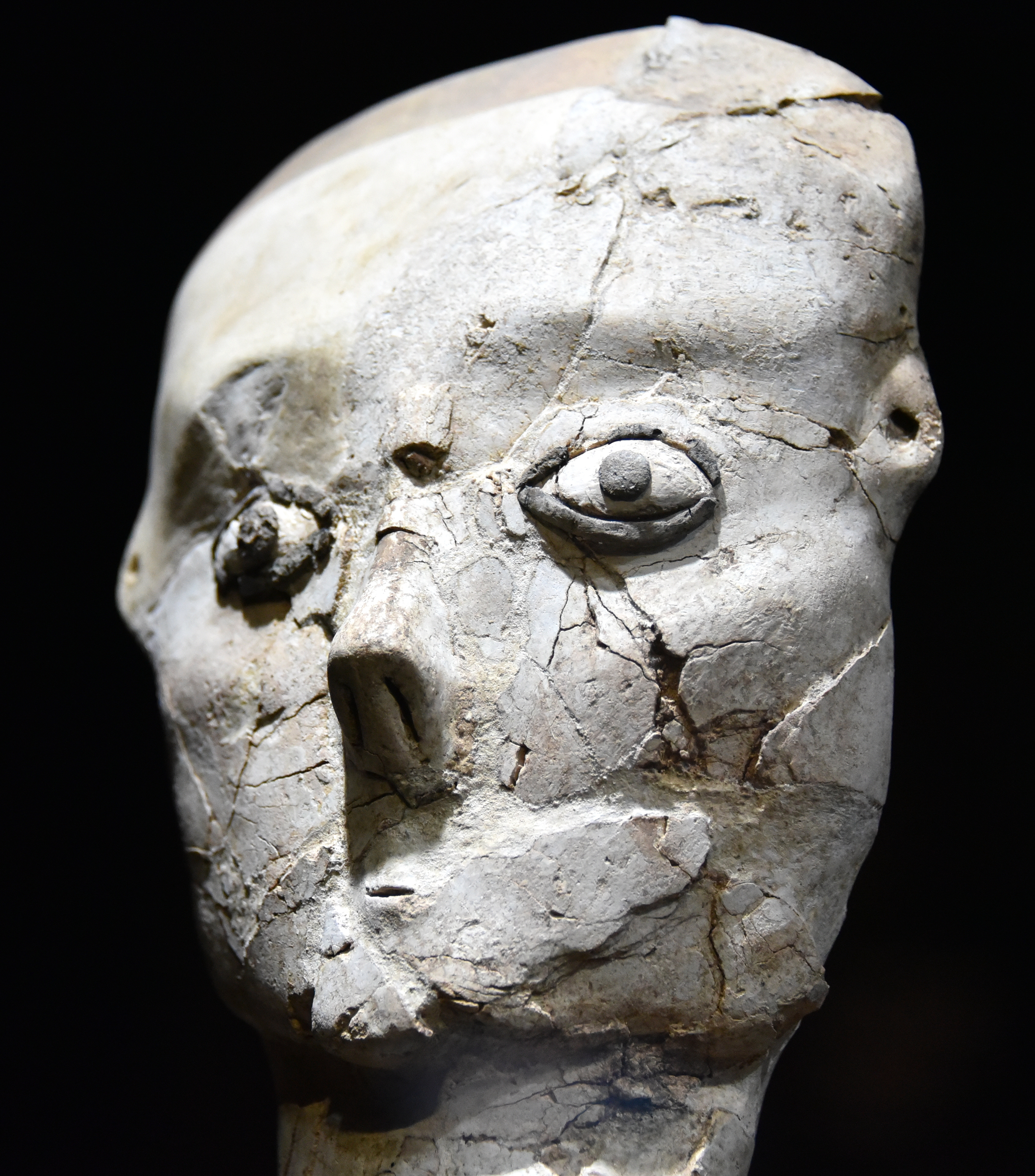
安加扎勒雕像頭部細節
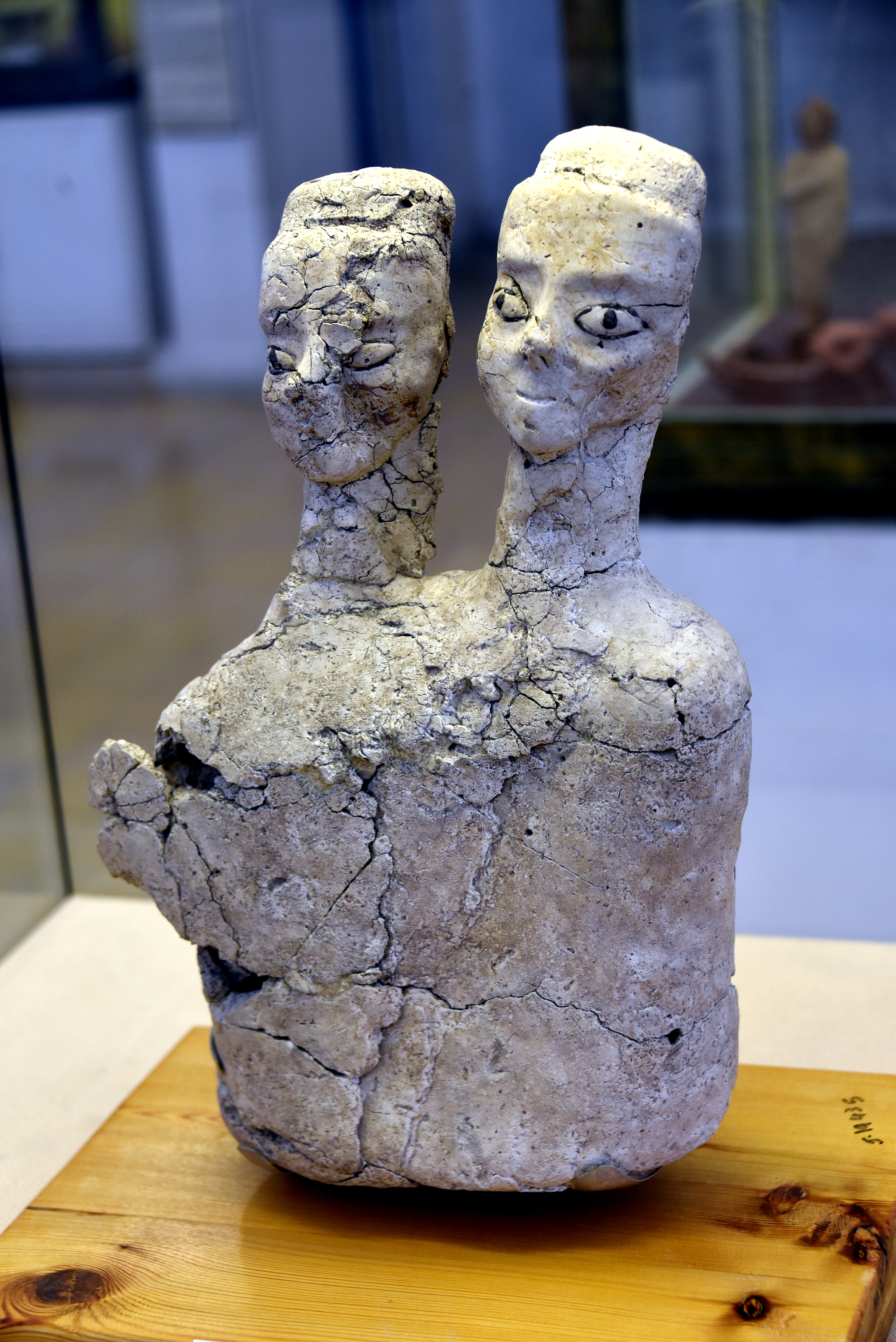
約旦考古博物館的安加扎勒雙頭雕像
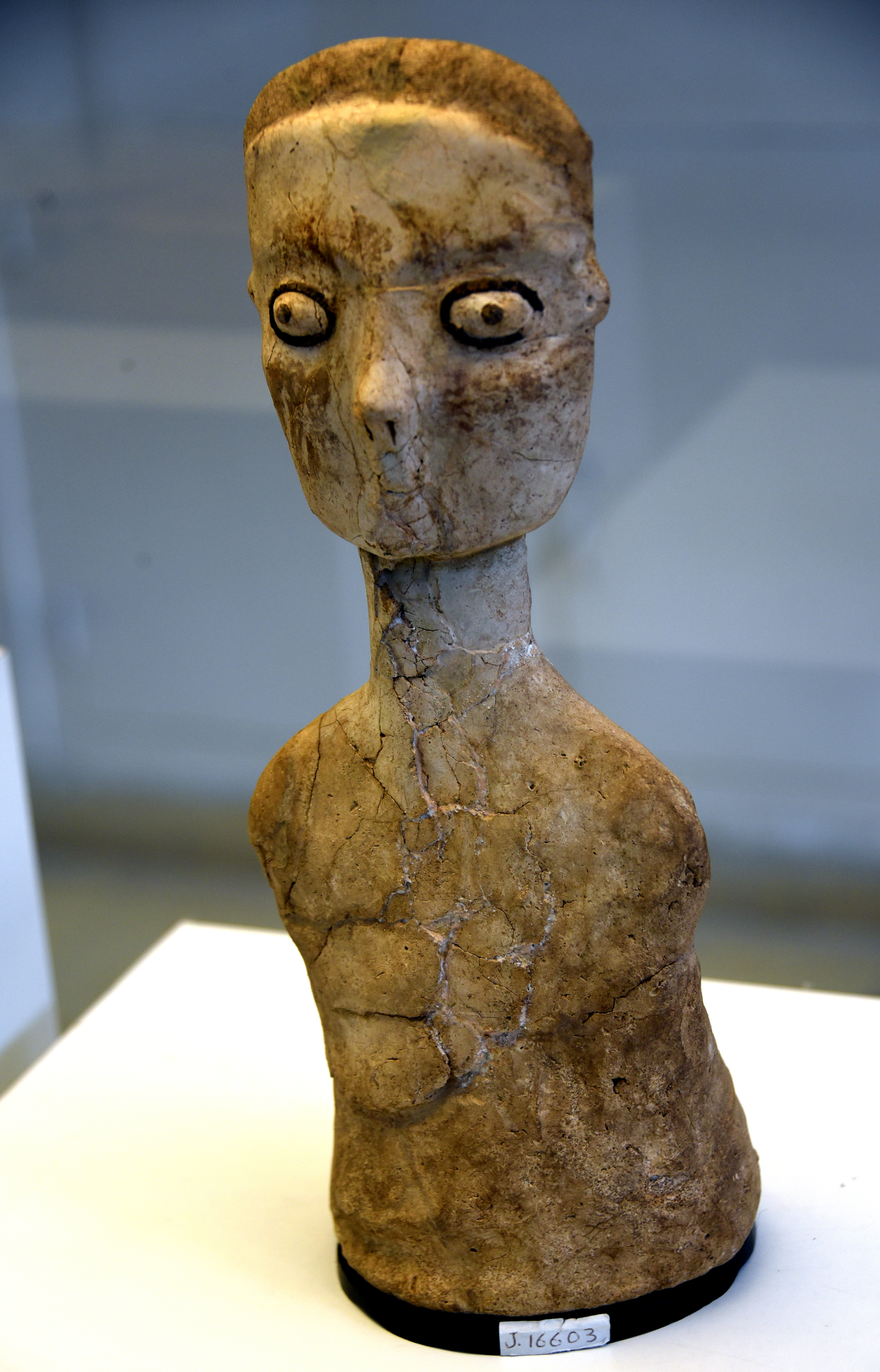
約旦考古博物館的安加扎勒雕像
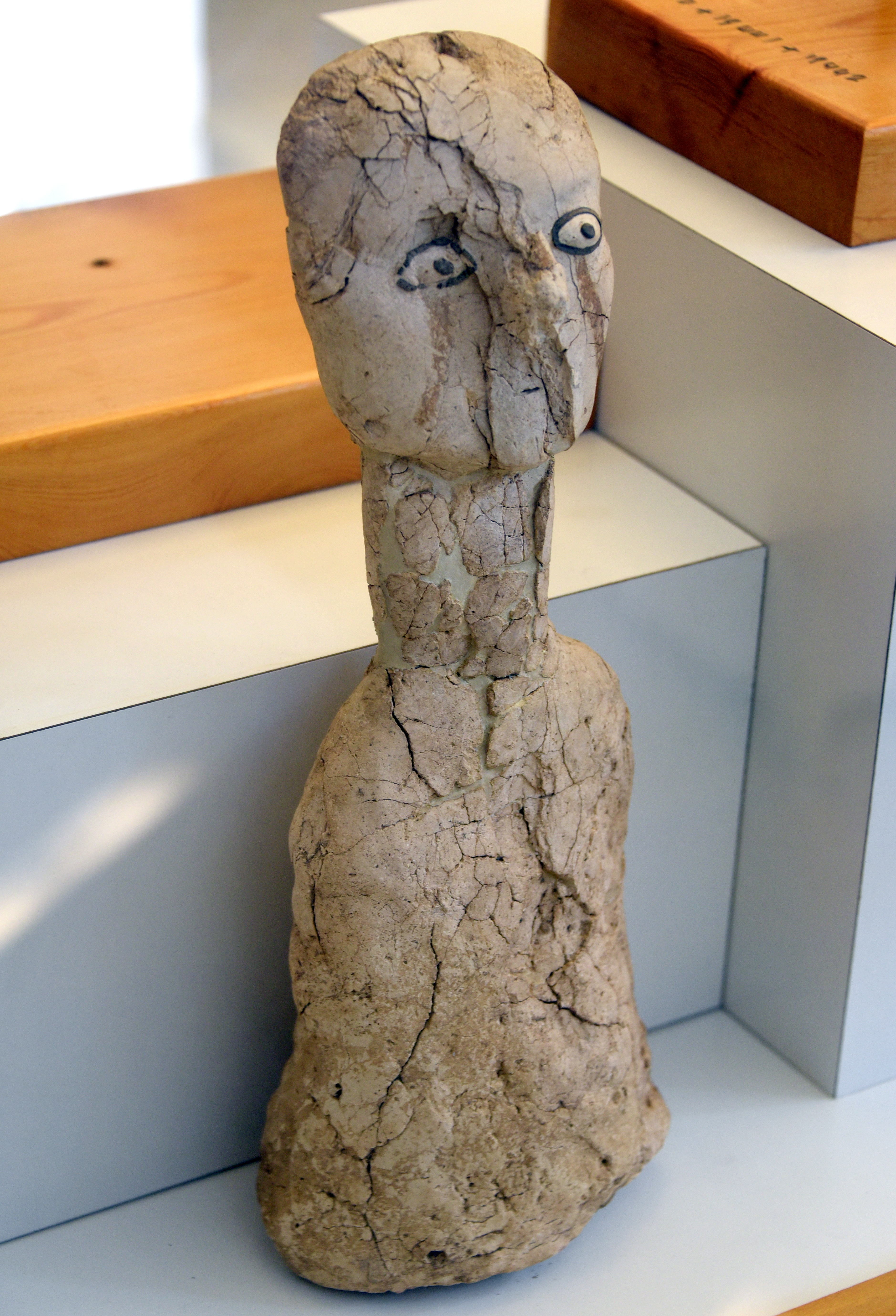
約旦考古博物館的安加扎勒雕像
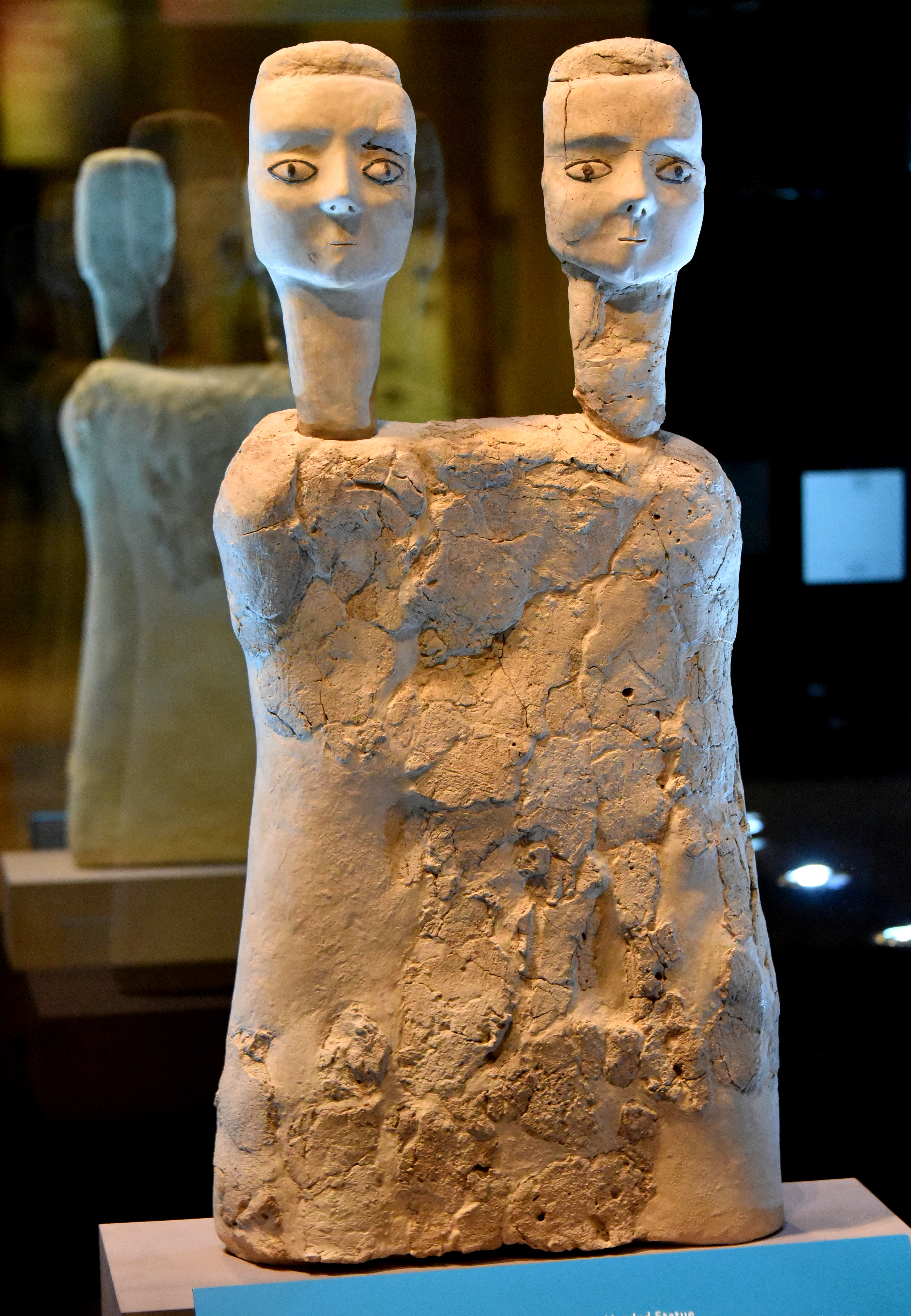
約旦博物館的安加扎勒雙頭雕像
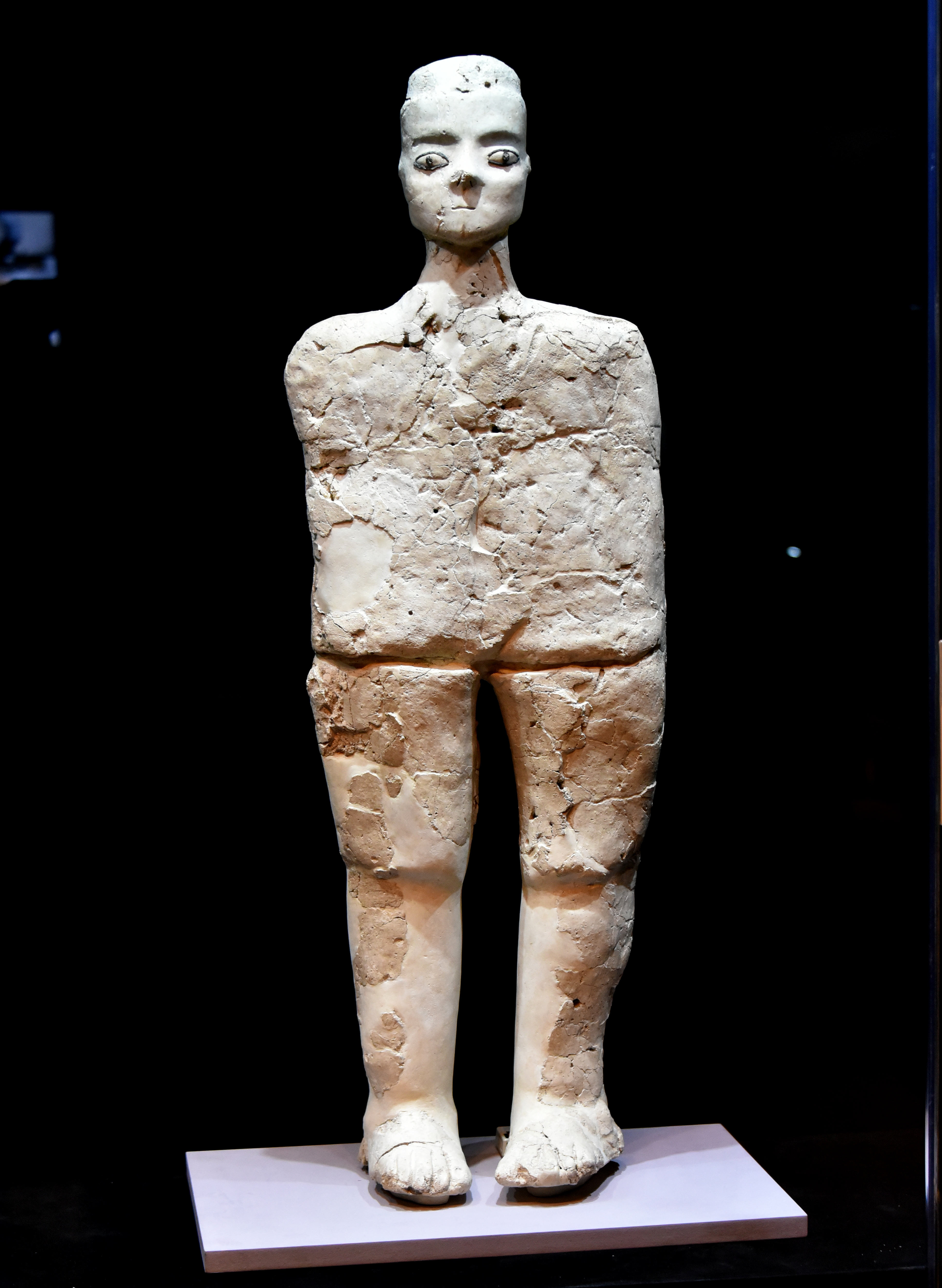
約旦博物館的安加扎勒雕像
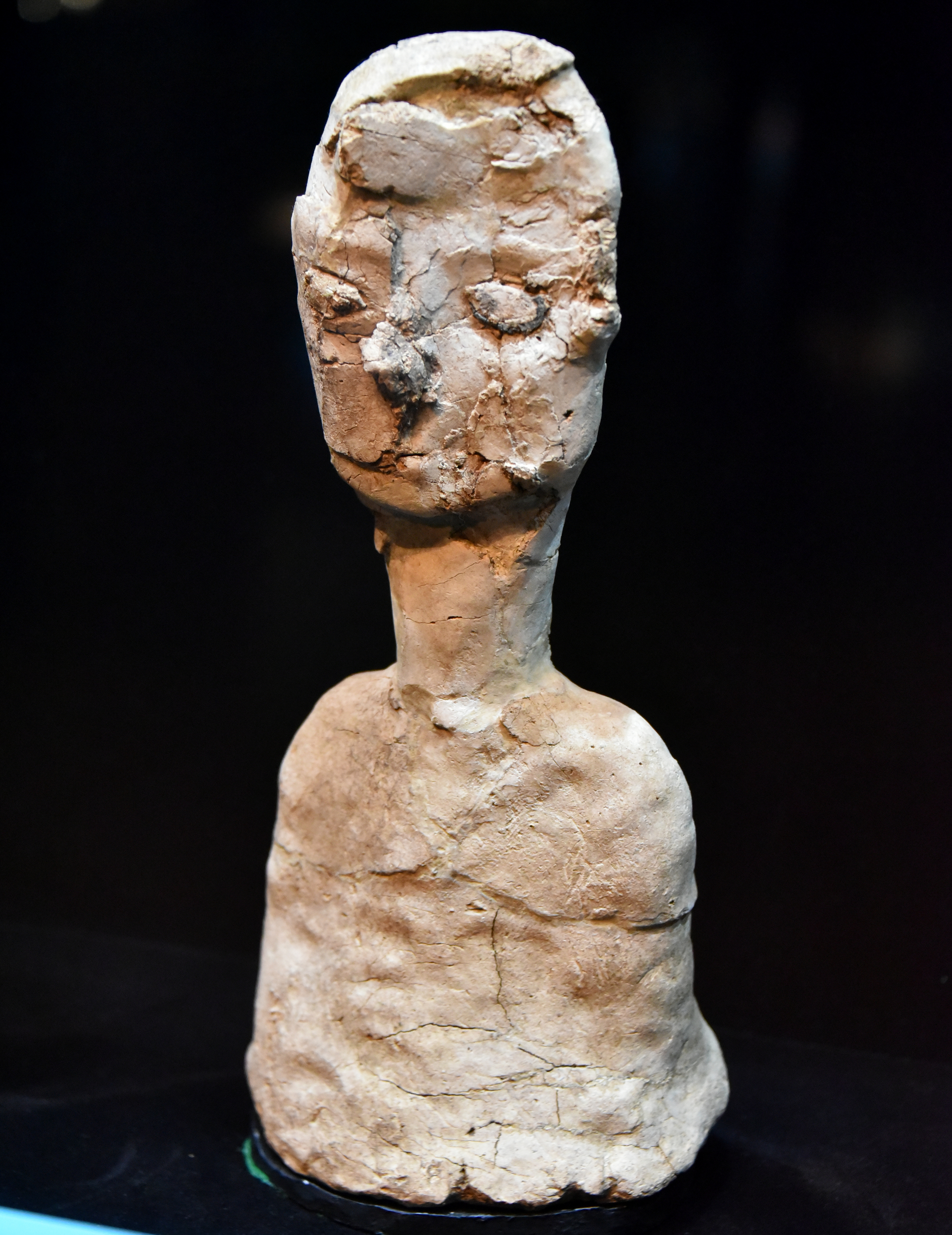
約旦考古博物館的安加扎勒雕像

## 另見
- 烏爾法人